# Idrica
Idrica – osiedle typu miejskiego w Rosji, w obwodzie pskowskim. W 2010 roku liczyło 4988 mieszkańców.

## Historia
Miejscowość powstała wokół stacji kolejowej Idrica, położonej na uruchomionej w 1901 kolei moskiewsko-windawskiej. Wcześniej na tych terenach istniały niewielkie osady.